# Micronic UMD mreža
Micronic UMD mreža ili Micronic Univerzalna-Paralelna Mreža ime je za lokalnu zvjezdastu računalnu mrežu (LAN) koju je proizvodila i podržavala hrvatska tvrtka Micronic. Na tržištu se pojavila 1988. godine.

## Tehnička svojstva
- Topologija: zvjezdasta
- Brzina: 640 Kbps
- Spoj: paralelni (Centornics) na centralni upravljač
- Broj računara u mreži: 16 zavisno o modelu kontrolera
- Maksimalna udaljenost: 30m
- Mrežni operacijski sustav: (4 Kb na disketi ili na krutom disku kontrolera)
  - podrška za: (PC/XT i/ili PC/AT) i/ili (Apple II+ i/ili Apple IIe s UCDS p-System)

- Centralni upravljač
- Mikroprocesor: ??
- Takt:
- RAM
- ROM
- Sekundarna memorija:
  - Kontroler za dva kruta diska: maksimum 600Mb
  - Disketna jedinica
- Multipleksa kartica:8 ili 16 paralelnih međusklopa
- Operacijski sustav: ??

## Izovri
1. ↑  http://retrospec.sgn.net/users/tomcat/yu/magshow.php?auto=&page=67&all=SK_88_02 Reklama o Micronic UMD mreži - Svet Kompjutera, veljača 1988